# 帶素
帶素，亦作臺素，是東扶餘君主金蛙王的長子，解夫婁孙子，在金蛙王死後繼承東扶餘王位。
公元前6年（汉哀帝建平元年、他在帶素王曾於高句麗第二代君主琉璃明王十四年）春正月，遣使聘高句丽，要高句丽太子都切为质子入質，未果。十一月，遣軍五万人進犯高句麗，遇大雪，人多冻死，無功而返。公元9年（新朝王莽始建国元年、琉璃明王二十八年）秋八月，再派使者至高句丽，以“国有大小，人有长幼，以小事大者礼也，以幼事长者顺也。”恐嚇高句麗琉璃王順事扶餘。公元13年（始建国五年），再次攻打高句丽，中伏，为高句麗第三代君主大武神王高无恤率軍所败。从此，在军事上对高句丽处劣势。公元20年（地皇元年），遣使送一头二身赤鸟给高句丽。公元22年（地皇三年），为高句丽所败，被大武神王率軍擊殺。帶素死後，由金蛙王第三子，即帶素之三弟曷思繼承了東扶餘王位。

## 相关影视剧
- 《朱蒙》（주몽），主演金承洙
- 《風之國》（바람의나라），主演韓振熙

## 参照
- 朝鮮半島君主列表
- 扶餘國
- 三國史記　高句麗本紀 （页面存档备份，存于）

| 前任： 金蛙王 | 夫餘王 7年-22年 | 繼任： 曷思 |